# Каллио, Элин

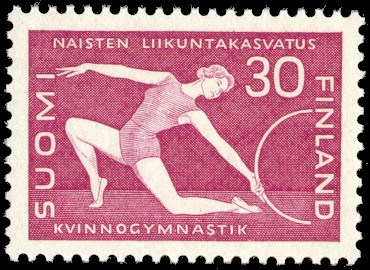
Элин Каллио на почтовой марке

Элин Каллио (23 апреля 1859, Гельсингфорс — 25 декабря 1927, Хельсинки) — финская гимнастка-первопроходец. Она считается основательницей женского гимнастического движения в Финляндии.
Каллио получила образование в Стокгольмском Королевском гимнастическом институте. В течение тридцати четырёх лет она была инструктором по гимнастике в частных финских школах для девочек и в Хельсинкском университете. Она основала первую финскую ассоциацию гимнасток в 1876 году, в 1896 году эта ассоциация стала Федерацией гимнасток Финляндии.
Каллио много писала о гимнастике и физическом воспитании женщин.
В 1959 году, через сто лет после её рождения, в её память почта Финляндии выпустила почтовую марку.
Её имя включено в композицию «Этаж наследия» Джуди Чикаго.